# Florian Philippot
Florian Philippot (Croix, 24 ottobre 1981) è un politico francese, ex esponente del Fronte Nazionale e deputato europeo dal 2014 al 2019. Nel 2017 ha fondato il partito I Patrioti diventandone presidente.

## Biografia
Nato il 24 ottobre 1981 a Croix, è cresciuto a Bondues, un sobborgo residenziale della Comunità urbana di Lille Métropole. Ha studiato al liceo privato Marcq a Marcq-en-Barœil prima di entrare a Parigi al liceo Louis-le-Grand. Nel 2001 si iscrive alla Scuola Superiore di Studi Aziendali Avanzati (HEC) di Parigi, dove si diploma nel 2005. Nella sua tesi finale, Il modello federale belga e gli effetti di una possibile esplosione del Belgio sul futuro dell'Unione europea, egli propone diverse prospettive per il futuro del Belgio. Durante i suoi studi alla HEC, ha completato uno stage presso la società di sondaggi politici TNS Sofres, dove ha poi ricoperto un incarico. Lavora anche per conto di operatori della distribuzione (in particolare 3 Suisses in Francia e il gruppo Louis Delhaize in Belgio). Al di fuori della scuola, conduce sondaggi indipendenti in tutta la Francia per aiutarsi a pagare gli studi. Secondo Renaud Dély, Florian Philippot "coltiva [...] un interesse personale" per i sondaggi sin dal suo tirocinio presso Sofres.
Ha sostenuto l'esame di Sciences Po, ma non ha superato l'esame orale. Successivamente si è preparato per l'esame della Scuola Nazionale di Amministrazione (ENA) presso l'Università Paris-Dauphine, che ha superato. È entrato nl 2007 a far parte della promozione Willy-Brandt. Nel 2009 è stato assegnato all'Ispezione Generale dell'Amministrazione, diventando un alto funzionario dell'amministrazione civile del ministero dell'interno francese.

### La famiglia
Florian Philippot è il figlio del direttore di una scuola elementare pubblica, Daniel Philippot, e di un'insegnante, Marion Dondaine. La coppia votò per François Mitterrand nelle elezioni presidenziali del 1981 prima di avvicinarsi alla destra negli anni successivi. Daniel Philippot è stato nominato direttore della sezione del collettivo didattico “Racine” nel Nord-Pas-de-Calais-Picardie da Marine Le Pen nell'ottobre 2015,, ed è stato eletto consigliere regionale dell'Hauts-de-France nel dicembre 2015. Ha lasciato il FN per unirsi a Les Patriotes quando il nuovo partito è stato creato, nel 2017.
Suo fratello, Damien Philippot, laureato all'ESCP Europe e all'IEP di Parigi, ha lavorato presso l'Istituto francese dell'opinione pubblica (Ifop) fino al 2016 come direttore degli studi politici, poi nel dicembre 2016 si è unito pubblicamente alla squadra elettorale di Marine Le Pen per le elezioni presidenziali. Candidato alle elezioni legislative nella prima circoscrizione elettorale dell'Aisne, non riesce a farsi eleggere e diventa per breve tempo assistente parlamentare di Marine Le Pen, lasciando il suo incarico poco dopo l'uscita del fratello dal FN. Si unì ai Patriots, chiarendo di essere “molto poco coinvolto” e di non avere “funzioni operative”.  È stato comunque assistente parlamentare di Mireille d'Ornano, deputata di Les Patriotes e nell'ottobre 2021 è stato consulente nella pre-campagna per le elezioni presidenziali del 2022 di Éric Zemmour.

## Carriera politica
Nel 2009 l'incontro con Marine Le Pen lo porta ad essere il direttore della sua campagna presidenziale del 2012 e da allora ad essere portavoce permanente della coalizione Rassemblement bleu Marine (RBM).
È stato uno dei 5 vicepresidenti del Fronte Nazionale e uno dei principali consiglieri di Marine Le Pen. Dopo essere stato sconfitto nelle elezioni parlamentari del 2012 e in quelle municipali a Forbach nel 2014, è stato eletto europarlamentare nel maggio 2014.
Nel dicembre 2015 si è candidato alle elezioni regionali per la presidenza della regione Alsazia-Champagne-Ardenne-Lorena, ottenendo il 36,1% dei voti al primo turno e il 36,8 al secondo. Resta consigliere regionale fino al luglio 2021.
Il 21 settembre 2017 lascia il Fronte Nazionale, di cui era vicepresidente, a causa dell'accusa di conflitto di interessi nel partito, per via di un'associazione da lui presieduta, ed anche in quanto la sua linea politica "social-sovranista" e la sua influenza suscitano una crescente opposizione interna. Ha fondato un suo partito denominato I Patrioti (Les Patriotes).

### Presidente dei Patrioti
Nell'autunno 2017, dopo l'abbandono del Fronte Nazionale, fonda I Patrioti (Les Patriotes, LP). In precedenza la formazione esisteva come piattaforma all'interno dell'FN dalla primavera del 2017. I Patrioti sono favorevoli all'uscita della Francia dall'Unione europea e in particolare dalla zona euro. Nell'ottobre 2017, Philippot, insieme a Mireille d'Ornano e Sophie Montel, ha lasciato il gruppo ENF dominato dall'FN al Parlamento europeo e si è unito al gruppo Europa della Libertà e della Democrazia Diretta, che comprende membri dell'UKIP e del gruppo Alternativa per la Germania (AfD). A novembre, José Evrard (FN), membro dell'Assemblea nazionale, si è unito a LP. Montel si è dimessa dal partito all'inizio del luglio 2018, accusando Philippot di aver falsificato delle firme. Il partito ha puntato inizialmente a un risultato elettorale di oltre il 5% alle elezioni europee del maggio 2019, dove alla fine ha ottenuto solo lo 0,65% e non è riuscito a raggiungere la soglia del 5% in Francia. Nel 2020, José Evrard ha lasciato I Patrioti ed è entrato a far parte di Debout la France. Florian Philippot si è candidato alle elezioni locali del 2020 a Forbach. La sua lista ha ottenuto il 9,7% dei voti al primo scrutinio. Nel giugno 2021, durante le elezioni regionali nella regione del Grand Est, ha guidato la lista «Liberté» (Libertà) contro le misure imposte dal Coronavirus. Oltre ai membri de I Patrioti, si sono uniti alla lista anche il piccolo partito cristiano-conservatore VIA, la voie du peuple. Al primo scrutinio, il partito di Phillipot ha ottenuto solamente il 6,95% dei voti. I Patrioti hanno perso tutti i loro seggi nei consigli regionali.

## Vita privata
Il 12 dicembre 2014, la rivista Closer ha rivelato la sua omosessualità e ha pubblicato fotografie in cui è apparso accanto a un uomo dal viso sfocato, presentato come suo compagno. L'outing effettuato dalla rivista ha provocato l'indignazione dei media e di parte della classe politica. Due giorni dopo, mentre denunciava un'invasione della sua privacy, Philippot ha confermato di essere gay.. Poco dopo, siti della “blogosfera di estrema destra” - come Jeune Nation - hanno rivelato l'identità del suo partner.